# Odontophrynus occidentalis
The Escuercito (Odontophrynus occidentalis) là một loài ếch trong họ Leptodactylidae. Chúng là loài đặc hữu của Argentina.
Các môi trường sống tự nhiên của chúng là các khu rừng ôn hòa, vùng cây bụi ôn đới, vùng cây bụi khô khu vực nhiệt đới hoặc cận nhiệt đới, sông, vùng nhiều đá, và vùng đồng cỏ. Loài này đang bị đe dọa do mất môi trường sống.